# Niarada
Niarada (ktunaxa: ya·qakxaǂq̓anwuʔkki) és una concentració de població designada pel cens dels Estats Units a l'estat de Montana. Segons el cens del 2000 tenia 50 habitants.

## Demografia
Segons el cens del 2000, Niarada tenia 50 habitants, 18 habitatges, i 12 famílies. La densitat de població era de 0,4 habitants per km².
Dels 18 habitatges en un 33,3% hi vivien nens de menys de 18 anys, en un 50% hi vivien parelles casades, en un 11,1% dones solteres, i en un 33,3% no eren unitats familiars. En el 27,8% dels habitatges hi vivien persones soles l'11,1% de les quals corresponia a persones de 65 anys o més que vivien soles. El nombre mitjà de persones vivint en cada habitatge era de 2,78 i el nombre mitjà de persones que vivien en cada família era de 3,5.
Per edats la població es repartia de la següent manera: un 30% tenia menys de 18 anys, un 8% entre 18 i 24, un 28% entre 25 i 44, un 22% de 45 a 60 i un 12% 65 anys o més.
L'edat mediana era de 36 anys. Per cada 100 dones de 18 o més anys hi havia 105,9 homes.
La renda mediana per habitatge era de 29.583 $ i la renda mediana per família de 29.583 $. Els homes tenien una renda mediana de 13.125 $ mentre que les dones 17.083 $. La renda per capita de la població era d'11.388 $. Cap de les famílies estaven per davall del llindar de pobresa.

## Poblacions més properes
El següent diagrama mostra les poblacions més properes.